# 桓楚 (秦末)
桓 楚（かん そ、生没年不詳）は、秦末から楚漢戦争期にかけての楚の武将。

## 概説
桓楚は会稽郡内で豪傑として有名だったが、秦の追及から逃れていた。
紀元前209年秋9月に秦の会稽郡守の殷通が名士である項梁を招き呼び寄せたときに殷通が「江南地方のほとんどが反乱を起こした。これは秦を滅ぼす意味を指すであろう。『先んずれば人を制し、後るれば人に制せられる』というが、私は挙兵して項梁どのと桓楚を将軍にしたいと思う」と述べた直後に、項梁が桓楚の所在を知っていると述べて、外間に控えていた項梁の甥の項羽が姿を現すと殷通を殺害して、会稽郡を支配すると桓楚は英布とともにその傘下に加わった。
紀元前208年に項羽が上将軍の宋義を殺害すると、桓楚はその報告を彭城にいる懐王に伝える使者として派遣された。以後、桓楚に関する記述は史料には見られない。

## 軍談での桓楚
郡守殷通を謀殺し会稽に決起した項梁・項羽ではあったが、秦を討つには兵も将もまだまだ不足である。やはり桓楚の助力が欲しい。項羽は桓楚のいる塗山を訪れた。桓楚と于英はその決起を讃えるものの、秦の強大さを理由に参戦を渋る。
塗山のふもとの禹王廟には重さ千斤の鼎が置かれていた。項羽の従者にこの大鼎に関心を示すものがあり、余興に持ち上げようと試みるが微動だにしない。常人には無理だと桓楚たちは笑っていう。この発言に刺激され、項羽は大鼎に近づく。そしてその怪力を発揮し大鼎を持ち上げ宙に浮かせた。項羽の神懸かりぶりを見せつけられ、感嘆した桓楚と于英は楚軍に加わりその将となることを承諾した。

## 参照
- 『史記』巻7 項羽本紀。
- 明・甄偉『西漢通俗演義』第11回。